# Rudolf Querner
Rudolf Querner (Lehndorf, 10 giugno 1893 – Magdeburgo, 27 maggio 1945) è stato un generale tedesco delle SS. Servì come comandante superiore delle SS e della polizia in Austria e Germania, e fu responsabile per le marce della morte dai campi di concentramento nazisti negli ultimi mesi della seconda guerra mondiale. Arrestato dalle autorità alleate, si suicidò mentre era detenuto in prigione.

## Biografia
Querner era figlio di un proprietario di maniero, e nacque a Lehndorf, vicino a Kamenz. Durante la prima guerra mondiale servì come ufficiale nell'Esercito imperiale tedesco venendo catturato dai francesi. In seguito al suo rilascio nel 1919 si sposò ed ebbe quattro figli (tra i quali la scultrice Ursula Querner). Lo stesso anno si arruolò nella polizia tedesca.
Nel 1933 entrò nel Partito Nazionalsocialista Tedesco dei Lavoratori con la tessera numero 2,385,386. Dal 1936 al 1937 servì come con il grado di generale nella Ordnungspolizei e dal settembre 1939 fu ispettore dei comandanti ad Amburgo. Nel 1938 entrò nelle SS con la tessera numero 308,240. Servì anche come comandante della Ordnungspolizei a Praga nel 1939 e dal 1940 al 1941 servì come ispettore di contea dei corpi di polizia.
Dal 1º maggio 1941 alla fine del gennaio 1943 fu comandante superiore delle SS e della Polizia nel distretto militare X Nordsee, basato ad Amburgo. In questo ruolo collaborò strettamente con il Gauleiter Karl Kaufmann. Querner aveva la responsabilità su tutte le materie di polizia e fu anche coinvolto nella deportazione della comunità ebraica portoghese di Amburgo, che ebbe inizio nell'ottobre 1941. Mentre si trovava al comando ad Amburgo ordinò una massiccia quantità di Zyklon B dalla compagnia Tesch und Stabenow.
Dal gennaio 1943 all'ottobre 1944 fu comandante delle SS e della Polizia nel Distretto XVII, basato a Vienna. Il 21 gennaio 1943 fu promosso al grado di SS-Obergruppenführer (Generale di corpo d'armata) e il 1º luglio 1944 fu promosso a generale delle Waffen-SS. in seguito all'Attentato a Hitler del 20 luglio 1944 nel suo distretto implementò severe misure per evitare qualsiasi rivoluzione, nonostante avesse delegato le sue funzioni al suo subordinato Hendrich Kodrè.
Riprese le sue funzioni di comandante delle SS e della Polizia del distretto XI basato a Braunschweig dall'ottobre 1944 all'8 maggio 1945. In queste funzioni fu coinvolto nell'evacuazione dei campi di prigionia nel suo distretto. Arrestato alla fine della guerra, si suicidò mentre era tenuto prigioniero a Magdeburgo.